# Aristarch Vasil'evič Lentulov
Aristarch Vasil'evič Lentulov, in russo Аристарх Васильевич Лентулов?, Aristarkh Vasilyevich Lentulov nella traslitterazione anglosassone (Nižnij Lomov, 16 gennaio 1882 – Mosca, 15 aprile 1943), è stato un pittore russo.

## Biografia

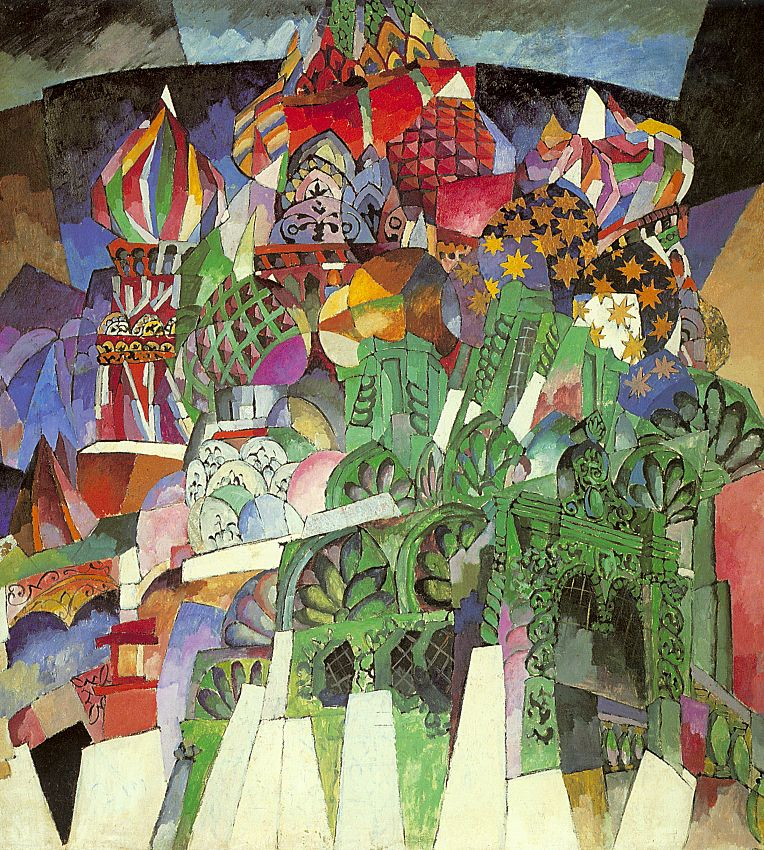
Cattedrale di San Basilio, 1913, Galleria Tret'jakov

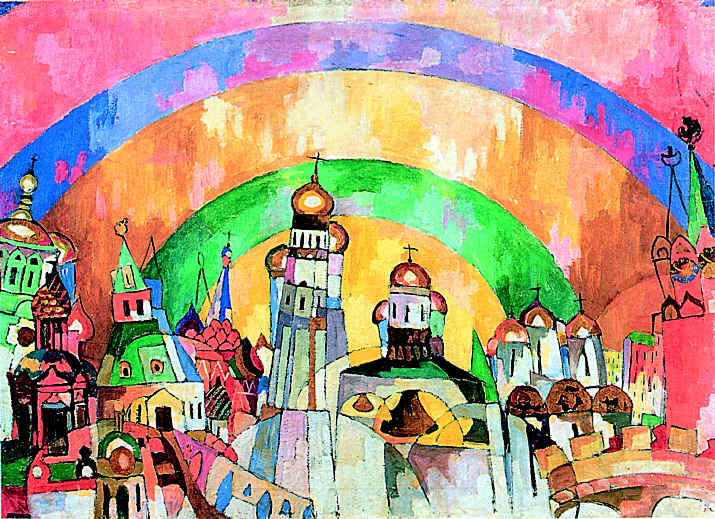
Nebozvon, 1915, Yaroslavl Art Museum

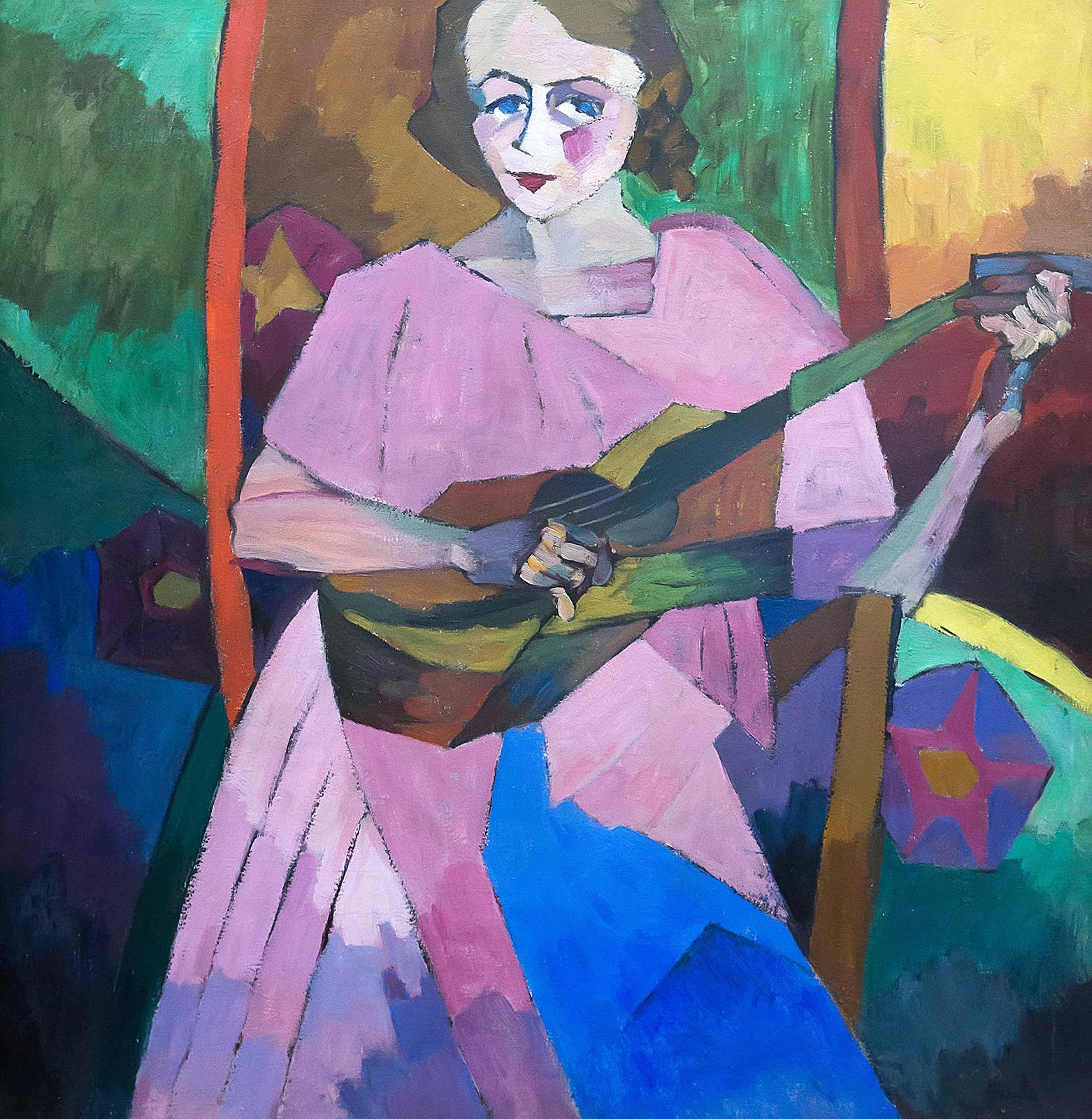
Donna con chitarra, 1913, Tatarstan State Museum of Fine Arts

### Nascita e formazione
Lentulov nacque a Nižnij Lomov figlio di un religioso, e la sua formazione artistica si effettuò inizialmente nelle scuole di Penza e di Kiev (dal 1897 al 1905), poi nello studio privato di Dmitry Kardovskij a San Pietroburgo nel 1906 e successivamente nell'Istituto di pittura, scultura e architettura di Mosca, sotto la guida di Korovin e Serov, dove però ebbe problemi con la direzione della scuola e non riuscì a terminare il corso di studio, a causa del suo anticonformismo e della sua aderenza all'arte di Paul Cézanne.
Dal 1910 al 1911 Lentulov approfondì le sue conoscenze presso lo studio di Henri Le Fauconnier e all'Académie de La Palette a Parigi. Gli anni dieci furono per Lentulov un periodo di fertile produttività e sperimentazione creativa, nell'orbita del cubismo orfico dell'artista francese Robert Delaunay e di altri artisti che conobbe, come Albert Gleizes, Jean Metzinger, Fernand Léger e, dopo aver assorbito i principi dei fauvisti, dei cubisti e gli schemi decorativi dell'arte popolare sviluppò il suo stile pittorico peculiare e colorato.

### Fante di Quadri e propaganda
Assieme a Falk, Michail Larionov, Maškov, Končalovskij, Aleksandr Kuprin e Vasilij Roždestvenskij  fondò il circolo pittorico avanguardista Fante di Quadri, attivo dal 1909 al 1917, partecipando a numerose mostre con opere influenzate da Matisse, Paul Cezanne e da Le Fauconnier, e dopo il suo ritorno in Russia nel 1912, divenne un grande anticipatore e ispiratore del futurismo russo e in particolare del cubofuturismo, influenzando Kandinskij, Malevich e Tatlin.
Durante la prima guerra mondiale Lentulov si dedicò alla realizzazione di poster e cartoline di propaganda satirica antitedesca e anti-austriaca, ispirandosi alle stampe popolari russe, i lubock.
Dopo la rivoluzione d'ottobre partecipò ai nuovi movimenti artistici e contribuì alle scenografie teatrali oltre che di propaganda, disegnando le decorazioni di Mosca per il primo anniversario della rivoluzione (1918), dipingendo, ad esempio, alberi e vegetazione della Piazza Tretralnaja moscovita, murales monumentali per locali come il Poets 'Café (1918), ed evidenziando effetti fondamentalmente cubisti.

### Associazioni, stile, ultimi anni
Nel 1925 istituì il gruppo "Pittori di Mosca", che l'anno seguente fu assorbito dall'"AChR" (Associazione pittori della rivoluzione). Lentulov però dopo poco tempo se ne allontanò per fondare l'"OMCh" (Società dei pittori moscoviti).
Anche se lo stile di Cézanne non fu l'unica base della sua arte, come invece risultò per Falk, l'influenza dell'artista francese si manifestò soprattutto nei paesaggi e nelle nature morte, tra i quali Aj-Perti (1926), Tramonto sul Volga (1928), Legumi (1933); le nature morte si caratterizzarono per il dinamismo e per il metodo pittorico en plein air con lo sfondo di un paesaggio, invece quest'ultimo si contraddistinse per la grande luce solare e per il colore brillante. Lentulov mostrò una tendenza ad un intenso cromatismo ed un'aderenza all'Impressionismo e al Cubismo, ma negli ultimi anni, con la diffusione del 'realismo socialista' si ritirò dal primo piano artistico, e i suoi paesaggi furono intrisi di elementi tragici, manifestando la contraddizione che provava tra l'eseguire i principi staliniani e seguire la sua inclinazione artistica.

## Opere principali
- Cattedrale di San Basilio, 1913;
- Suoneria, 1913;
- Mosca, 1913;
- Donna con chitarra, 1913;
- Nebozvon, 1915;
- Visualizza con la casa rossa, 1917;
- Chiese. Nuova Gerusalemme, 1917;
- Tverskoj Boulevard , 1917;
- Ritratto di Aleksandra Chochlova, 1919;
- Autoritratto con il violino;
- Ritratto della moglie dell'artista e della figlia, 1919;
- Ritratto A. 4. Tairova, 1920;
- Aj-Perti, 1926;
- Notte sugli stagni del patriarca, 1928;
- Area appassionata di notte, 1928;
- Tramonto sul Volga, 1928;
- Il sole sopra i tetti, 1928;
- Il "cracking della raffineria di petrolio", 1931;
- Legumi, 1933;
- Costruzione della metropolitana nell'area Lubjanka, 1936.

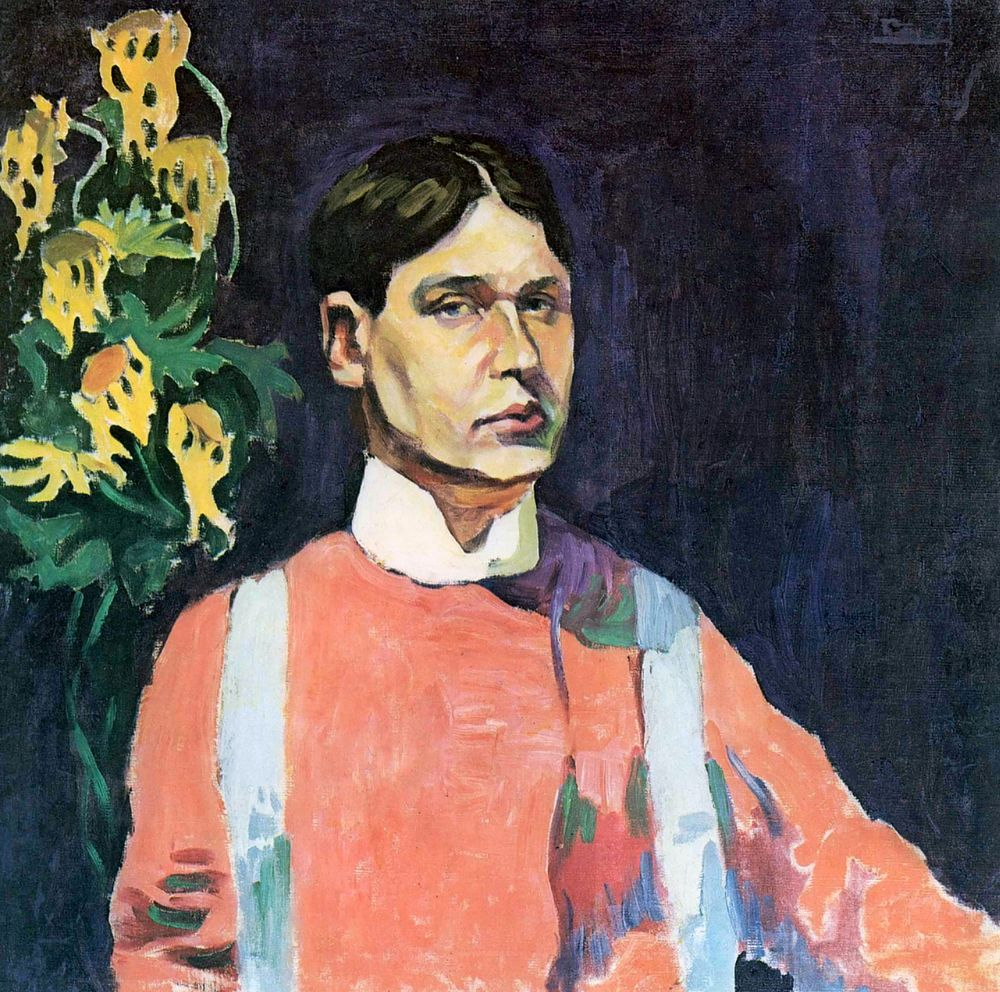
Autoritratto, 1913
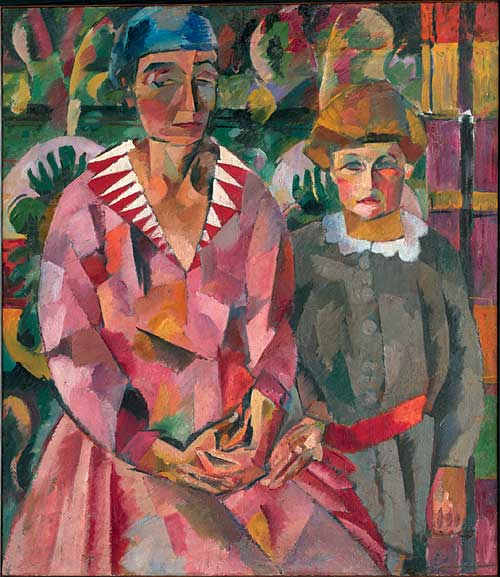
Ritratto della moglie dell'artista e della figlia, 1919
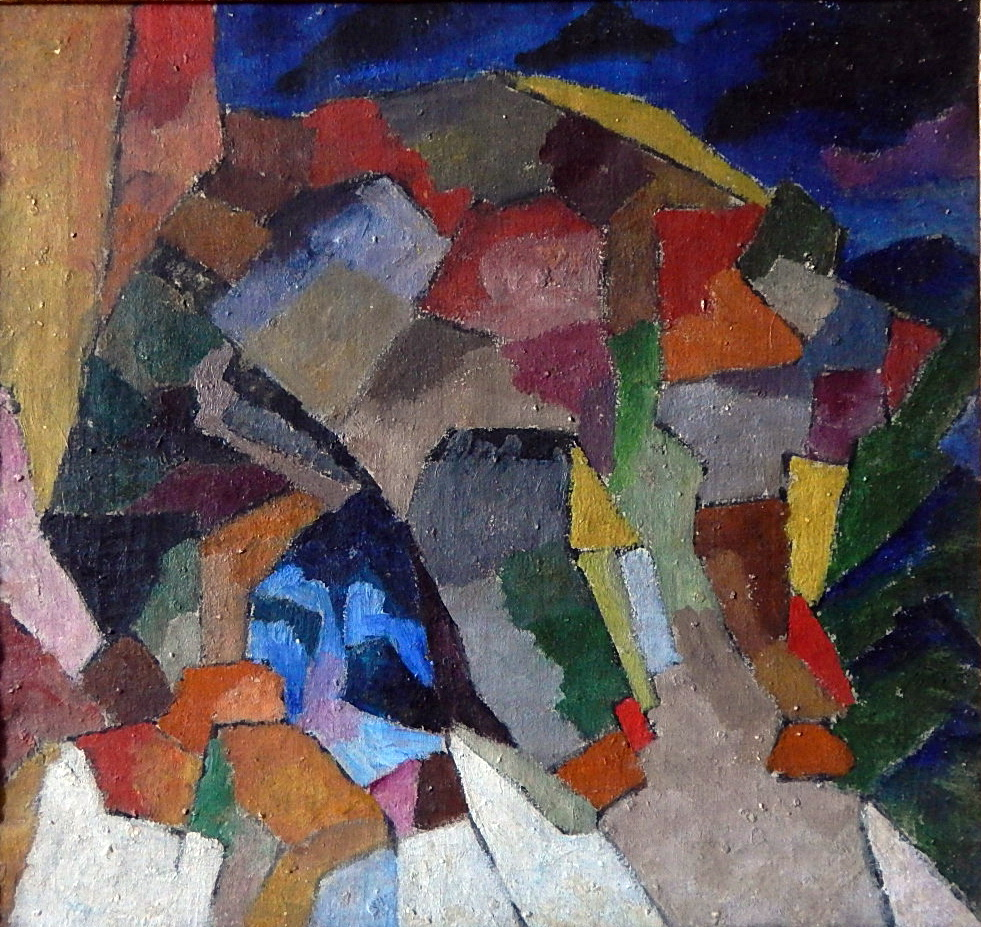
Montagne a Kislovodsk, 1913
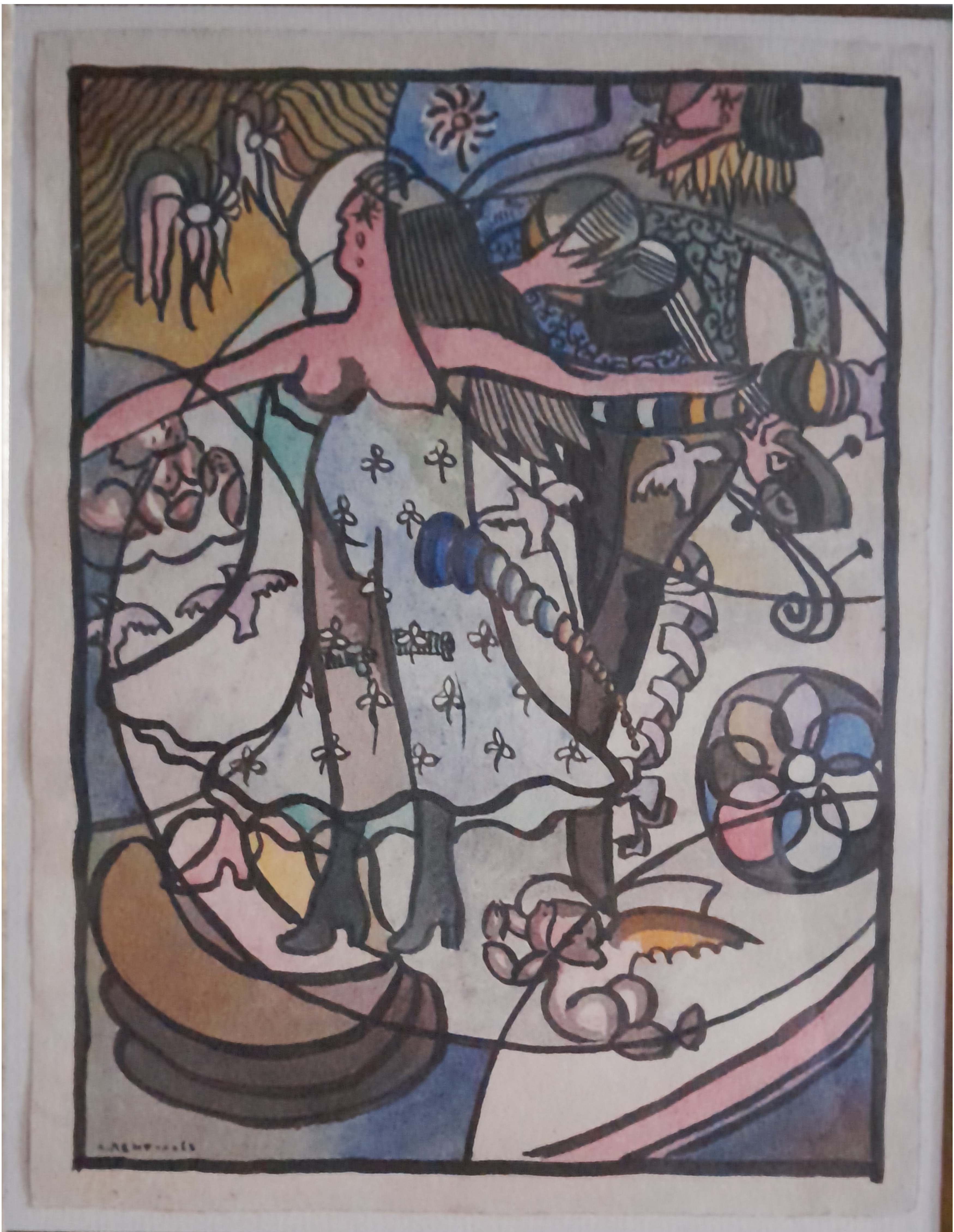
Composizione allegorica Speranza, Serie "Anno 1812", 1915
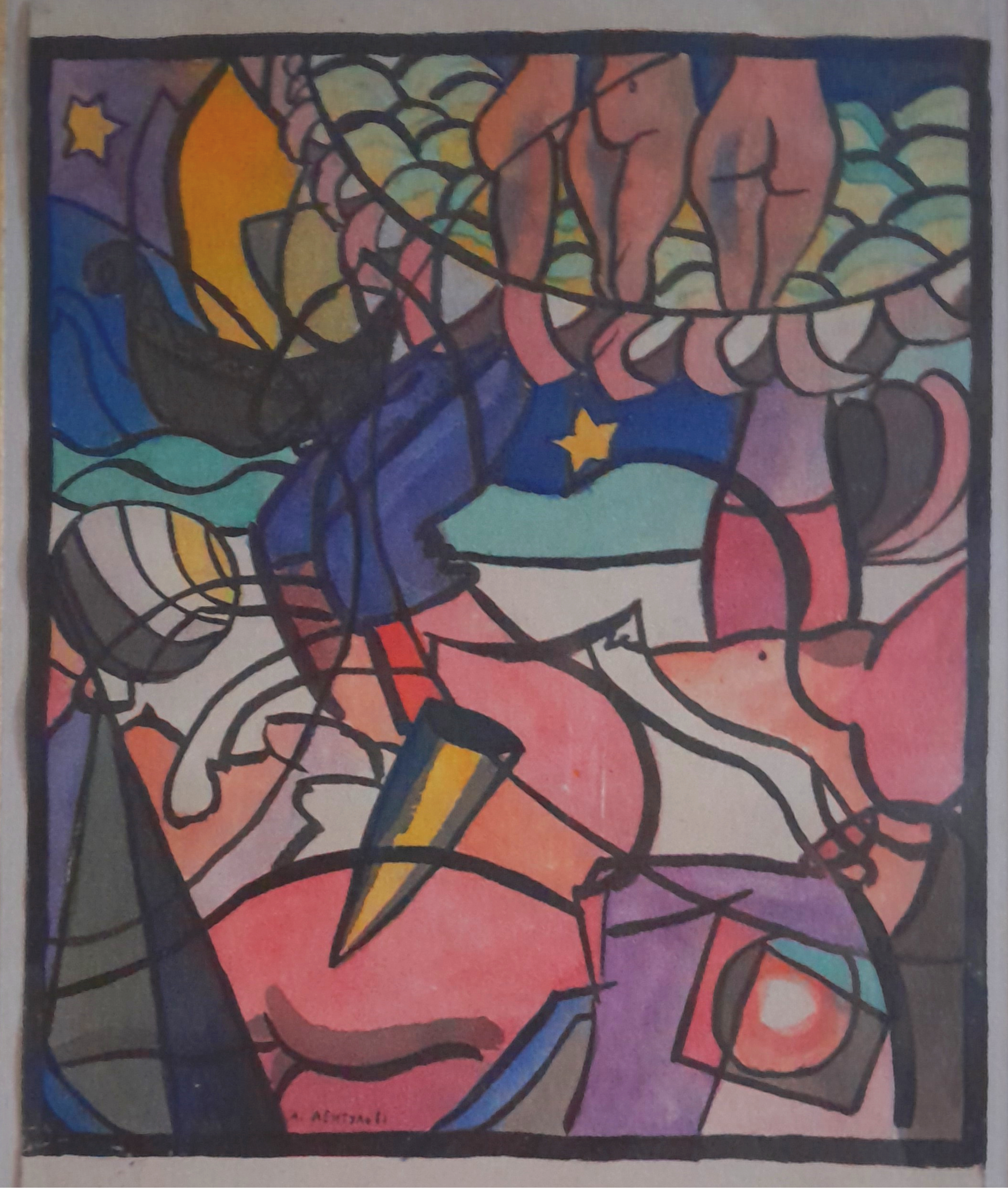
Composizione allegorica con proiettile, Serie “anno 1812", 1915
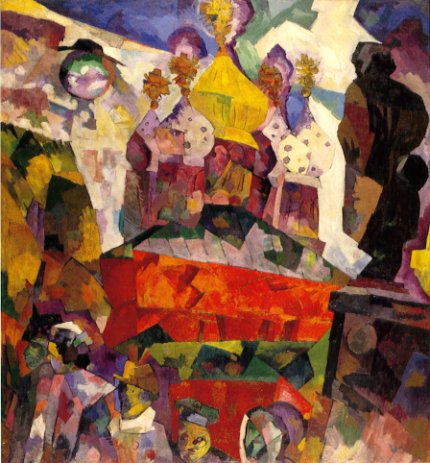
Tverskoj Boulevard, 1917
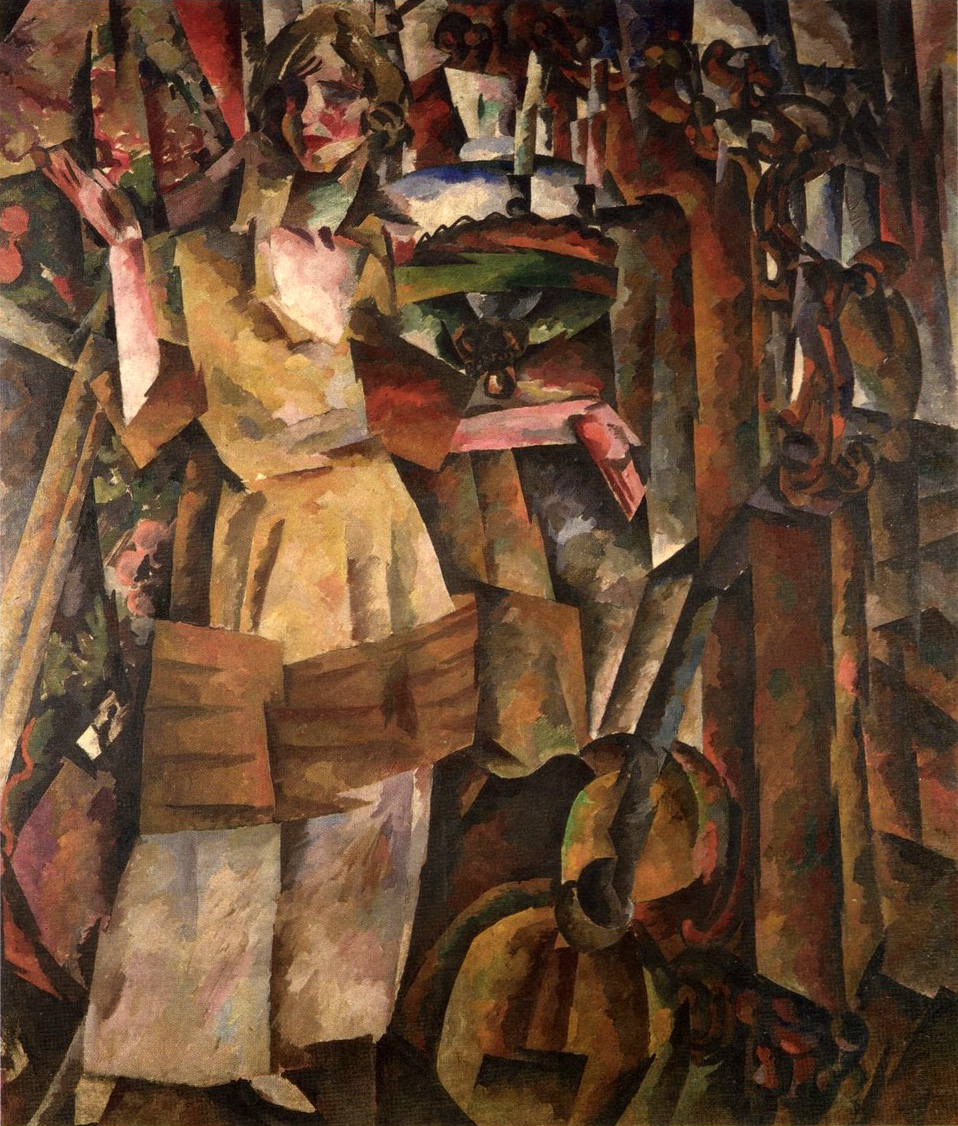
L'artista Aleksandra Chochlova, 1919